# Hiéroglyphe égyptien G7
Le faucon sur un pavois, en hiéroglyphes égyptiens, est classifié dans la section G « Oiseaux » de la liste de Gardiner ; il y est noté G7. 

## Représentation
Il représente un faucon pèlerin (Falco peregrinus) sur un pavois. Il est translittéré j.

## Utilisation
| H | Hr · r | G7 |

| H | Hr · r | G7 |

| H | Hr · r | w | G7 |

| H | Hr · r | w | G7 |

| H | Hr · r | w | G7 |

| H | Hr · r | w | G7 |

d'où découle son utilisation dans l'ancien égyptien (aussi plus tard souvent par archaïsme ainsi que dans l'hiératique) comme déterminatif des termes désignant un dieu ou le roi.
| G7 |

| G7 |

| w | G7 |

| w | G7 |

| W24 · V31 | G7 |

| W24 · V31 | G7 |

| W24 · V31 | G7 |

| W24 · V31 | G7 |

## Exemples de mots
| i | mn · n | G7 |

| i | mn · n | G7 |

| U36 | Z1 | G7 |

| U36 | Z1 | G7 |

| Q1 | t | G7 |

| Q1 | t | G7 |